# Karl Wilhelm Bruncrona
Karl Wilhelm Bruncrona, född 14 augusti 1852 i Tenala, död där 1 februari 1928, var en finlandssvensk politiker.
Bruncrona var son till godsägaren, hovrättsnotarien Evert Vilhelm Bruncrona och Aurora Fredrika Nordenskiöld. Han gifte sig 1892 med Ingeborg Augusta Carlson. Bruncrona blev student vid Kejserliga Alexanders Universitetet i Finland i Helsingfors och avlade agronomexamen 1878.
Bruncrona var parlamentsledamot 1885, 1891, 1894, 1897, 1899, 1900, 1904–1905 och 1905–1906.